# Ben Sims
Ben Sims, eigentlich Ben Stocker (* 20. Jahrhundert), ist ein Techno-DJ und -Produzent aus London.

## Leben
Im Alter von 10 Jahren begann Ben Stocker mit dem Mixen von Hip-Hop-Platten. Ab 1991 war er in verschiedenen Piratensendern involviert und präsentierte seine Musik fast ausschließlich über das Radio. Nachdem die Behörden 1995 die illegalen Sendestationen zunehmend bekämpften, trat Stocker alias Ben Sims vermehrt in Clubs auf. Ab 1997 wurde er durch die Gründung seines Plattenlabels Theory Recordings und die darauf veröffentlichten Eigenproduktionen auf internationaler Ebene bekannt.
Ben Sims veröffentlicht auch unter den Pseudonymen Aural Emote, Emote und Kehso. Er hat mit Künstlern wie Mark Williams, Rue East, Mark Broom oder Vincent Davis zusammengearbeitet.
Seine Produktionen sind auf den Plattenlabeln Tresor Records, Hardgroove, Killa Bite, Tempo Music, Pure Plastic, Dark House Music, Phont Music und Drumcode erschienen. Zusammen mit Chris Liebing veröffentlichte er die Single CLR13.

## Diskografie (Auswahl)

### Alben
- 1999: Ben Sims – The Dubs (Hardgroove)
- 2011: Ben Sims – Smoke & Mirrors (Drumcode)

### Singles und EPs
- 1998: Ben Sims – Magnetic E.P. (Primate Recordings)
- 1998: Ben Sims – Retrovert (Theory Recordings)
- 1998: Ben Sims – The HardGroove Project (Theory Recordings)
- 1998: Ben Sims / Phil Vernol / Rob Jarvis – Killa Bite 1 (Killa Bite)
- 1999: Ben Sims – Battle Beats One (Phont Music)
- 1999: Ben Sims / Paul Mac – Nervous Energy (Theory Recordings)
- 1999: Ben Sims – Vertigo (Theory Recordings)
- 1999: Ben Sims – The Hardgroove Project Remixes (Theory Recordings)
- 1999: Ben Sims – The Loops (Hardgroove)
- 1999: Ben Sims / Phil Vernol / Rob Jarvis – Killa Bite 2 (Killa Bite)
- 2000: S.L.S vs. Sims – Loops & Dubs: The Cycle Mixes (Hardgroove)
- 2000: Ben Sims vs. Rue East – Eye For An Eye (Theory Recordings)
- 2000: Ben Sims – Selective (Dark House Music)
- 2001: Ben Sims – Manipulated (Tempo Music)
- 2001: Ben Sims – Live Young Die Fast E.P. (Pure Plastic)
- 2001: Ben Sims & Vincent D – Hardgroove 004 (Hardgroove)
- 2001: Ben Sims – 10.1 Sampler (Theory Recordings)
- 2001: Ben Sims – 10.2 Sampler (Theory Recordings)
- 2001: Ben Sims – Dubs 2 (Tresor)
- 2001: Ben Sims – 10.3 Sampler (Theory Recordings)
- 2001: Ben Sims / Space DJz – Voodoo 1 (Voodoo Records)
- 2001: Ben Sims vs. Paul Mac – Theory vs. Stimulus (Theory Recordings, Stimulus Recordings)
- 2001: Ben Sims – Carnival Part 1 (Conform)
- 2002: Ben Sims + Vincent Davis – Mystic (Ingoma)
- 2002: Ben Sims, Mark Broom And Vincent Davis – Greenwich Allstars Vol 2 (Ingoma)
- 2002: Ben Sims – Hardgroove Special Edition 001 (Hardgroove)
- 2002: Ben Sims vs. Mark Broom – City Life (Theory Recordings)
- 2002: Ben Sims – Momento En El Tiempo (Primate Recordings)
- 2002: Deetron vs. Ben Sims – Hardgroove 003.5 (Hardgroove)
- 2002: Ben Sims / Oscar Mulero – Oblivion / Anaconda (Theory Recordings)
- 2002: Ben Sims – Hardgroove Special Edition 002 (Hardgroove)
- 2003: Ben Sims – Hardgroove Special Edition 003 (Hardgroove)
- 2003: Ben Sims – Unreleased Mixes (Primate Endangered Species)
- 2003: Ben Sims vs. Mark Williams – Tour Series No.1 (Ingoma)
- 2003: Ben Sims + Vincent Davis – Freaks (Ingoma)
- 2003: Ben Sims – Oblivion / City Life (Remixes) (Primate Recordings)
- 2004: Ben Sims & Paul Mac – One Legged Disco EP (Intec Records)
- 2005: Chris Liebing & Ben Sims – CLR 13 (CLR)
- 2005: Ben Sims vs. Martin Luther King – Manipulated (KIR)
- 2006: Ben Sims – Remanipulator (Special Edition) (Ingoma)
- 2008: Ben Sims – Disco Trix (Hardgroove)
- 2008: Ben Sims – The Dubs 3 (Hardgroove)
- 2009: Ben Sims – Second Time Around (Theory Recordings)
- 2009: Ben Sims – Love (Hardgroove)
- 2009: Ben Sims – Smoke Machine (Theory Recordings)
- 2009: Ben Sims vs Paul Mac / Joton / Pacou – Newrhythmic 08 (New Rhythmic)
- 2009: Ben Sims – Disco Trix Vol.2 (Hardgroove)
- 2009: Ben Sims – Disco Trix Vol.3 (Hardgroove)
- 2009: Ben Sims – Welcome To The Club (Hardgroove)
- 2010: Ben Sims vs Mesuma – She’s A Tramp (Hardgroove)
- 2010: Ben Sims vs A. Paul – The Light Episode Nine (The Light Records)